# Publius Marius Celsus
Publius Marius Celsus was consul in 62 n.Chr. en consul suffectus in 69 n.Chr. 
In het vierkeizerjaar koos hij partij voor Otho. Samen met Suetonius Paulinus versloeg hij vlak bij Cremona in de Eerste Slag bij Bedriacum een leger van Aulus Caecina Alienus, een van Vitellius' generaals.  